# 梅斯泰里约
梅斯泰里约（法語：Mesterrieux，法語發音：[mɛstɛʁjø]）是法国吉伦特省的一个市镇，属于朗贡区。

## 地理
梅斯泰里约（44°38'45"N, 0°0'55"W）面积3.59 平方千米，位于法国新阿基坦大区吉倫特省，该省份为法国西南部沿海省份，是法國本土面积最大的省，北起滨海夏朗德省，西临大西洋，南至朗德省，东南接洛特-加龍省，东临多爾多涅省。
与梅斯泰里约接壤的市镇（或旧市镇、城区）包括：里蒙、塞居河畔朗代尔鲁埃、卢邦斯、纳丰、罗克布吕讷。

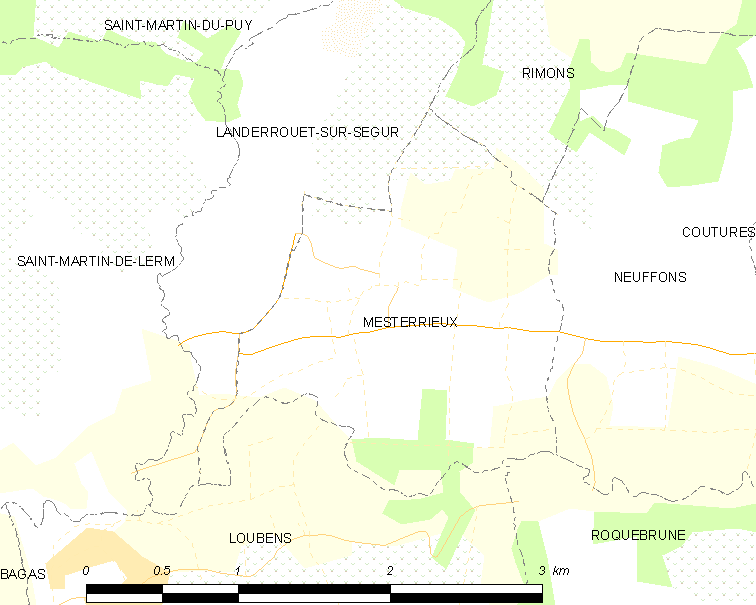
梅斯泰里约的OSM定位图

梅斯泰里约的时区为UTC+01:00、UTC+02:00（夏令时）。

## 行政
梅斯泰里约的邮政编码为33540，INSEE市镇编码为33283。

## 政治
梅斯泰里约所属的省级选区为勒雷奥莱-莱巴斯蒂德县。

## 人口

1962-2008年间梅斯泰里约人口变化图示

梅斯泰里约于2022年1月1日时的人口数量为223人。